# Incendio de Persépolis
La destrucción de la ciudad persa de Persépolis fue un hecho controvertido en la vida de Alejandro Magno. Considerando la calidad de ciudad abierta al ejército macedónico (que se aproximaba desde Susa), no existían motivos reales para un acto de barbarie que hasta el momento excedía el comportamiento de la fuerza expedicionaria helena. Los motivos y los personajes involucrados quedaron envueltos en una controversia que algunos cronistas narraron y otros intentaron deliberadamente ocultar.
La destrucción de la capital ceremonial del Imperio aqueménida privó a la humanidad de elementos importantísimos para reconstruir la antigua y gloriosa civilización persa. La pérdida en riqueza cultural nunca ha sido saldada.

## Antecedentes
Una vez efectuada la entrada de Alejandro Magno en Susa, la capital política del Imperio aqueménida, la caída de la otra gran ciudad de Persia era cuestión de tiempo. Alejandro no continuaría persiguiendo a Darío III adentrándose en la Persia profunda hasta asegurar su retaguardia y los flancos de su ejército a la vez que la estación climática le permitiera encontrar provisiones cerca de la ciudad de Ecbatana, la actual Hamadán.
Incursionando en el territorio persa, el ejército de Alejandro ya no era un ejército liberador de pueblos oprimidos, todo lo contrario, eran fuerzas que ocupaban un territorio totalmente hostil donde la resistencia era muy probable.
A mediados del mes de diciembre del año 331 a. C., Alejandro partió junto con su ejército de la ciudad de Susa y se dirigió a Persépolis. A la salida de Susa, el ejército heleno se encontró con pueblos nómadas que habitaban las zonas montañosas de Persia. Tras varias escaramuzas, Alejandro, junto con la ayuda de la reina-madre Sisigambis, alcanzó un acuerdo con los habitantes, de tal forma que estos últimos permanecieron en sus tierras a cambio de provisiones.
Alejandro dividió sus fuerzas para alcanzar la ciudad de Persépolis. Parmenión tomó las tropas pesadas y el bagaje del ejército macedónico hacia por el sudeste a través de la actual Kazerun en dirección a Persépolis. Alejandro, junto con la caballería e infantería, se dirigió directamente a la ciudad de Persépolis por el camino más corto pero a la vez más difícil, ya que tenía que atravesar un cordón montañoso. Con este planteamiento, la intención de Alejandro era enfrentar cualquier resistencia existente con tropas livianas en combates breves en lugar de batallas campales. De esta forma, el grueso del ejército que estaba con Parmenión no sufriría un desgaste.
A principios del mes de enero del año 330 a. C., la capital ritual del Imperio persa había caído en manos del ejército macedónico. Alejandro Magno hacia su entrada en la ciudad.

## Persépolis

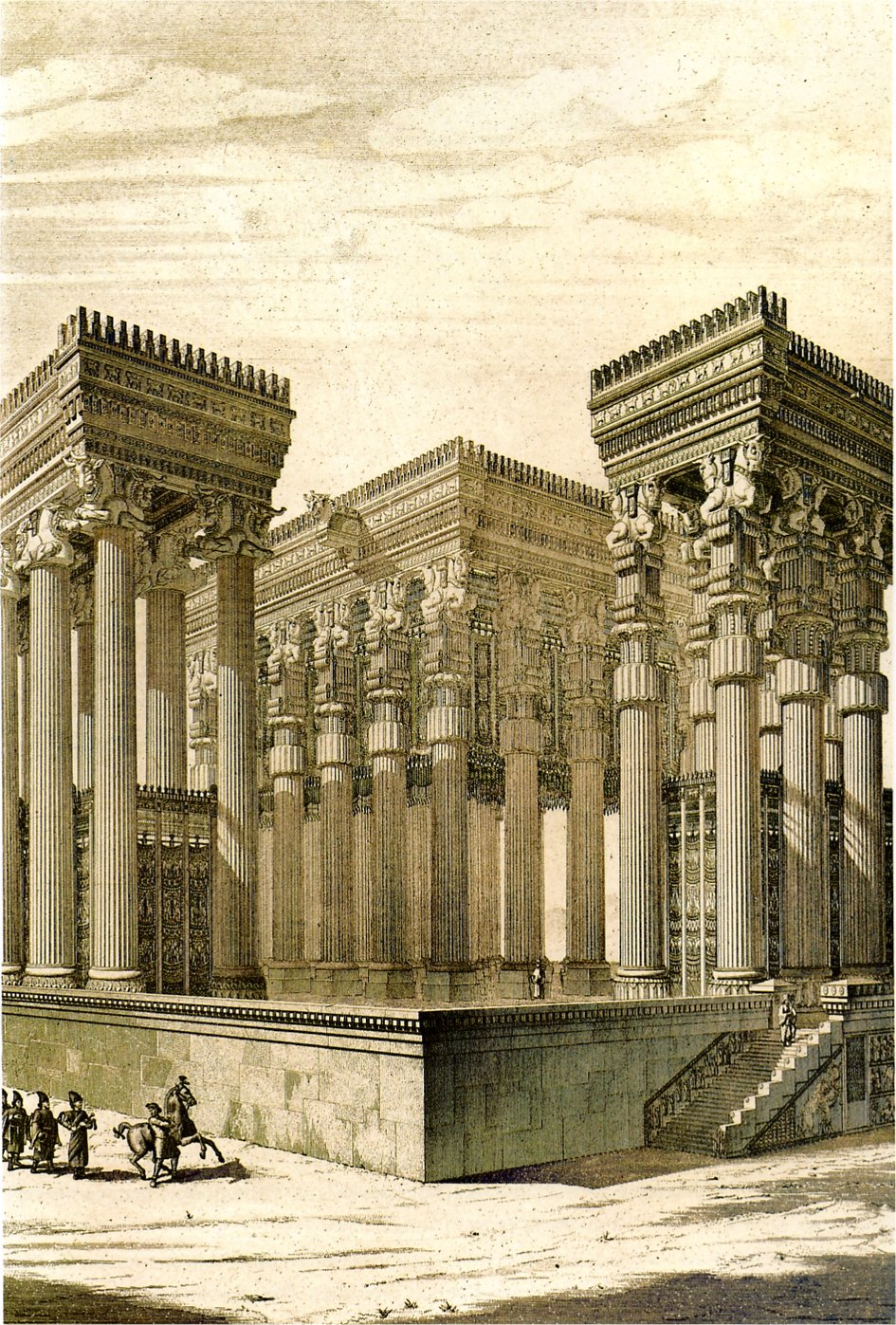
Reconstrucción de la Apadana, uno de los edicios que comprendían el conjunto arquitectónico de Persépolis. Los macedonios a su llegada se encontraron con una ciudad imponente

Se situaba en una terraza artificial de casi veinte metros de altura, ubicada entre las montañas de la Misericordia y el río Araxes. Era el centro ceremonial del Imperio aqueménida. Fue una monumental obra de arquitectura e ingeniería, sobre una terraza excavada al pie de un cordón montañoso. El objeto de su diseño fue glorificar la grandeza de los reyes persas.
Tenía dos salones de audiencias, un salón para el tesoro real, un palacio destinado al rey y sus concubinas y también salones para la guardia real. Los muros de los edificios se alzaban a más de veinte metros de altura, construidos en ladrillo. A su vez, los techos eran de madera de cedro sostenidos por innumerables columnas de base de mármol o granito. Estas columnas terminaban en capiteles con imágenes de toros alados. Innumerables escaleras conectaban a las distintas dependencias entre sí.

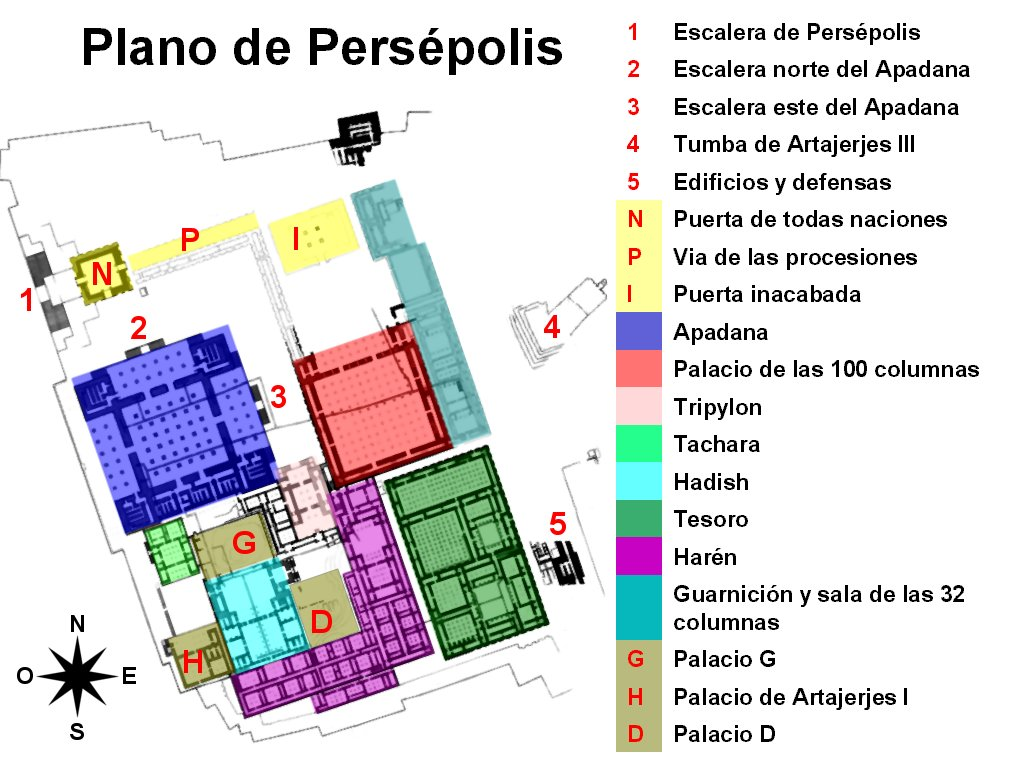
Plano de Persépolis.

Una vez al año, Persépolis era el escenario para una gran ocasión real: cuando todos los enviados de los distintos confines del Imperio persa llegaban para ofrecer los regalos al rey de reyes en el Festival de los Tributos.
En la actualidad se tiene una idea de como era tal festividad gracias a los relieves de los muros sobrevivientes. En dichas imágenes aparecen la Guardia de Inmortales alineados en fila, con sus lanzas en pie, los nobles medos y persas caminando por las escaleras, algunos portando regalos y flores a modo de ofrenda; mientras los distintos embajadores de los países sometidos vestidos con sus trajes tradicionales se encuentran esperando postrarse en el salón de un centenar de columnas ante el rey persa. Durante casi doscientos años esta festividad anual fue realizada ininterrumpidamente en Persépolis, el centro ceremonial del Imperio.

## Alejandro MagnoenPersépolis
A principios del mes de enero de 330 a. C. Alejandro entró en Persépolis junto a su ejército de aproximadamente sesenta mil hombres nuevamente reunido al cruzar el último paso montañoso. El sátrapa persa a cargo de la ciudad salió a su encuentro con la intención de rendir la ciudad e implorar misericordia ante el nuevo gobernante heleno. El rey macedónico subió las vastas escaleras de la Puertas de Jerjes junto con sus hombres; la vista para los griegos debió ser asombrosa: una vasta pomposidad se extendía ante sus ojos, nunca visto en el mundo griego hasta ese entonces.

### Acciones de Alejandro en Persépolis
Alejandro Magno ordenó incendiar Persépolis, la capital de los persas. Una vez encontrado el tesoro real persa y puesto bajo tutela, Alejandro liberó a sus tropas para el saqueo de la ciudad, siendo completamente saqueada por las fuerzas griegas al igual que toda muestra de la civilización persa. Los hallazgos arqueológicos hoy día avalan el saqueo y expolio a que fue sometida la ciudad, donde se encontraron una gran cantidad de vajilla y enseres destruidos y esparcidos por doquier.
En el tesoro de Persépolis, Alejandro se encontró con una fortuna incomensurable para la época, que algunos historiadores estiman en 120.000 talentos de oro sin acuñar. Considerando que era la capital ceremonial del reino aqueménida y por tal razón la receptoría de los tributos de los pueblos sometidos, tal tesoro seguramente era el de mayor tamaño de los encontrados hasta ese momento por los macedonios.
El tamaño del tesoro apoderado daba lugar a problemas logísticos. Se calcula que 10 000 animales de carga junto con 5.000 camellos fueron enviados de Susa hacia Persépolis con el objeto de trasladar el tesoro real encontrado. Esas cifras dan testimonio de la magnitud de la riqueza acumulada en la capital persa.
Al frente de Persépolis, Alejandro Magno nombró como sátrapa a un noble persa. El tacto del macedonio se evidencia por la razón de que Persia nunca fue un territorio sometido dentro del Imperio aqueménida y como tal ni era gobernado por un extranjero ni estaba obligada a pagar tributos.
Por este motivo, Alejandro seguramente habría suavizado el dominio designando a un aristócrata persa, miembro de las Siete Familias, como su gobernador delegado; no obstante a su vez nombró a uno de sus hombres de confianza con un destacamento de aproximadamente tres mil macedonios como guarnición.

### El mito de la venganza
El talento político de Alejandro se observa claramente en la creación de la alianza de pueblos griegos, quienes susceptibles al oro persa, continuamente guerreaban entre ellas con el consabido efecto de desgaste que provocaba en sus fuerzas.
Durante años, cuando emergía una polis hegemónica los sátrapas persas dejaban de apoyar financieramente para buscar y comenzar a solventar un nuevo oponente griego. Así se sucedieron las hegemonías de Atenas, Esparta y Tebas. De tal forma que ninguna polis griega podía ser una amenaza para el Imperio persa. La conformación de la alianza helena que llevó a cabo la invasión y derrota del Imperio persa se basó no solo en la fuerza sino también en la creación de mitos con la finalidad de amalgamar a los distintos pueblos griegos. La conformación de un entramado ideológico que actúe como unificador de las distintas poblaciones griegas (atenienses, tesalios, foceos, macedonios, etc.) tras la consecución de un objetivo común: la destrucción del Imperio persa.
El principal mito fue el carácter punitivo de la expedición griega; Se pretendía efectuar una venganza por la invasión y usurpación de las tierras y templos griegos. En especial el incendio y destrucción de Atenas acaecido durante las guerras médicas al mando de Mardonio bajo el reinado de Jerjes I.
La búsqueda de venganza actuó como un símbolo de unión entre las tropas áticas, tracias, focias y macedonicas que conformaban el ejército de Alejandro.

A la vista de una enorme estatua de Jerjes derribada en el suelo, sobrepasado por las hordas de griegos que estaba saqueando el palacio, él (Alejandro) se paró al lado de la misma y dirigiéndose a la estatua como si estuviera viva le gritó: "¿Vamos a pasar a través tuyo y te dejamos tirado en el suelo por haber combatido contra los griegos? o ¿Te restauramos debido a tu naturaleza real?" . Alejandro permaneció un largo rato en silencio, aparentemente pensando la situación y finalmente dejó la estatua yaciendo en el piso.
Anécdota sin veracidad probada recogia por Robin L. Fox. obra cit. Cap. XVIII

A su vez, este mito fijaba nuevos potenciales conflictos, ya que cumplida la venganza, no existía motivo suficiente para continuar la campaña expedicionaria. Alejandro seguramente tendría ya en mente el potencial conflicto político en ciernes, una vez que abiertamente la expedición militar, en principio punitiva, se convirtiese en abiertamente conquistadora de Asia.
Ni bien el ejército heleno pisó territorio persa, para muchos integrantes de la fuerza expedicionaria se dibujaba un escenario de desenlace de la aventura. Para muchos la conquista de la capital ceremonial del Imperio persa sería el fin del recorrido, sin importar que el fugitivo rey Darío III continuara con vida cerca de Hamadán y una batalla campal sea todavía factible.

### El incendio
A finales de la estación primaveral, que algunos historiadores estiman a mediados del mes de mayo de 330 a. C. inesperadamente se prende fuego a los palacios de la ciudad. Si bien desde el inicio de la expedición griega se observaron hechos de barbarie cometidos por las fuerzas macedónias como fue en la ciudad de Gaza, en Tiro o en la ciudad griega de Tebas, este caso en particular es de gran controversia entre los historiadores de hoy en día, como lo fue en tiempos de Alejandro. Los hechos de destrucción anteriores se debían a cuestiones políticas y militares. El caso de Tebas se explica por dejar una muestra de lo que sucedería a cualquier polis griega en caso de defección y traición de la coalición helena. A su vez las ciudades de Gaza y Tiro demostraron un rechazo innato al dominio macedónico, haciendo necesario un esfuerzo militar amplio para un sitio prolongado, costoso y arriesgado; sitio que al culminar con el apoderamiento de dichas plazas fuertes provocaron la ira y descontrol de los efectivos militares helenos culminando en la destrucción de las ciudades.
Por lo tanto, no es el caso de Persépolis, cuya rendición fue pacífica, su ocupación fue sin bajas para el ejército griego y ampliamente recompensado con las riquezas existentes en su tesoro real.
La historia se centra en varias hipótesis tendientes a explicar el porqué del incendio:

## Versiones
Toda la vida de Alejandro Magno se encuentra rodeada de distintos historiadores, algunos contempóraneos al gran macedonio, otros que redactaron la historia en siglos posteriores. y están los historiadores modernos de la actualidad.
Naturalmente, aquellos biógrafos contemporáneos de Alejandro tuvieron una visión sesgada de la realidad, en algunos casos por clara indicación política como es el caso de Calístenes, historiador de la corte que acompañaba a la expedición o en el caso de Ptolomeo de Lagos amigo, compañero y uno de los diádocos que heredaría la provincia de Egipto, quién al momento de la redacción de su historia se encontraba con en peleas por la herencia de Alejandro.
Por tal motivo, algunos relatos sobre lo ocurrido en el incendio de Persépolis brindan una información y omite algunos detalles, mientras otros relatos ofrecen detalles ocultados por los primeros. Frente a esto, existe también las afirmaciones que se pueden extraer de las excavaciones arqueológicas de Persépolis.

### De la arqueología
Las expediciones que excavaron en el sitio de la actual Marv Dasht donde se ubicaba la original Persépolis encontraron diversos indicios de saqueos. En el medio de las ruinas se encontraron vajillas y vasos destruidos, desparramados por diversos lugares indicando una acción de destrucción violenta y rápida. Cabezas de esculturas fueron mutiladas y existe evidencias de vandalismo que no pueden ser causadas por el tiempo. Estatuas de mármol fueron desbancadas de sus pilares y arrastradas. Guardias y habitantes de la ciudad fueron muertos indiscriminadamente hasta que Alejandro mismo ordenó a sus tropas apaciguarse. Obviamente, el edificio del tesoro real persa no fue tocado por disturbio alguno.
Todos estos hechos vandálicos fueron ejecutados en el momento de que las tropas helenas ocuparon la ciudad.
Meses después, en relación con el incendio, las excavaciones en el Salón de las Cien Columnas de Jerjes evidenció la magnitud de las llamas que devoraron el edificio. La cantidad de cenizas de madera acumuladas en el piso fue de casi un metro de altura desde el nivel del suelo. Un análisis científico posterior demostró que tales cenizas eran provenientes de madera de cedro, concordando con las descripciones antiguas de los tirantes de madera del techo del edificio. Por lo tanto, incendiadas las maderas que sostenían el techo, éste se desplomó desde una altura de casi veinte metros, dejando únicamente las columnas de piedra en pie, tal como se puede observar actualmente en los vestigios de Persépolis.

### DePtolomeo, hijo de Lagos

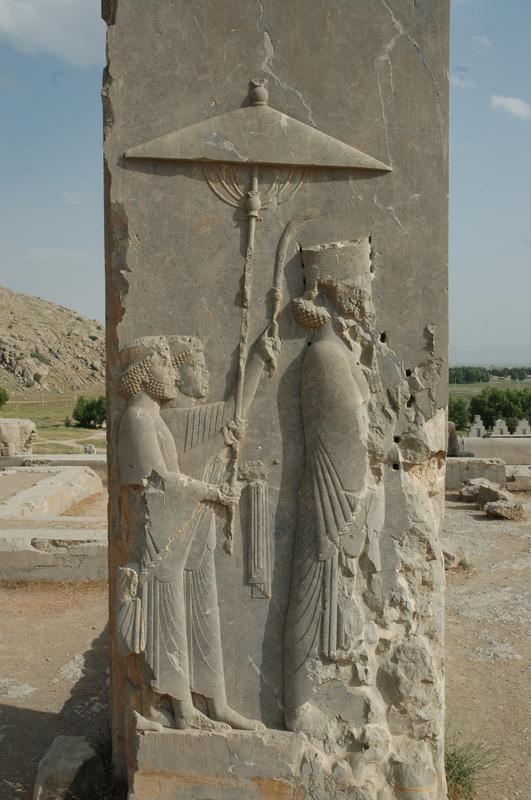
Relieve del corredor del Palacio de Jerjes en Persépolis. Según una versión el incendio fue producto de una venganza por los sacrilegios cometidos por Jerjes en Grecia durante las guerras médicas.

Sus crónicas fueron redactadas al final de su vida, cuando las disputas de los diádocos estaban en su apogeo; así sus relatos no contienen una objetividad planteada sino que en muchas partes realiza una toma de posición ante personajes o hechos acaecidos antes o después del incendio de Persépolis. Su valor radica en que es un testigo presencial del entorno íntimo de Alejandro. Según Ptolomeo, y por extensión al cuerpo de oficiales del rey macedonio, el incendio de la capital persa respondió a un acto previamente calculado y deliberadamente ejecutado.

Alejandro prendió a fuego los palacios persas, aunque Parmenión le aconsejó salvarlos, porque no era un acto propio de él (Alejandro) destruir lo que era ahora de su propia posesión (por los palacios persas ocupados); los pueblos de Asia no se someteran por propia voluntad si él (Alejandro) se comporta de tal forma (incendiando), como si él (Alejandro) había decidido no convencer al Asia sino pasar a través del territorio como un merecido vencedor. 

Pero Alejandro le respondió (a Parmenión) que él deseaba tomar venganza de los persas por su invasión de Grecia, por arrasar Atenas y quemar sus templos.
Memorias de Ptolomeo

Por lo tanto, según la versión de Ptolomeo, el incendio fue un acto de venganza contra los persas, descartando un acto emocional, de locura e irracionalidad.
Meses después de los sucesos de Persépolis, el mismo Parmenión caería en desgracia, al igual que su hijo Filotas, en una conspiración que a la luz actual todavía tiene muchos interrogantes. Lo cierto es que su caída en desgracia implicó que los relatos "oficiales" lo involucraran constantemente en posiciones contrarias a las de Alejandro; tal que para resaltar la persona del rey macedonio, Parmenión siempre surgiría como el consejero que dictaminara en sentido contrario al del rey, quién siguiendo pura y únicamente su instinto, el triunfo era completamente suyo.
Por lo tanto, el relato de Ptolomeo contiene cierto sesgo que en la actualidad se considera desajustado y con falta de veracidad probada. Ptolomeo no menciona a ningún personaje secundario como partícipe del incidente de Persépolis.

### De otros autores
Uno de los historiadores cuyas obras han llegado al día de hoy es Plutarco de Queronea, quien vivió en entre 46 y 122 d. C. Fue un filósofo griego viviendo bajo el Imperio romano, muchos siglos posteriores a la era de Alejandro. No obstante, muchos relatos que recoge en su obra Vida de Alejandro se basan en escritos anteriores de historiadores más contemporáneos al gran macedonio. Es especial de Clitarco de Alejandría, quien recogió numerosos testimonios de gentes provenientes del mismo ejército de Alejandro. Lamentablemente sus escritos se encuentran perdidos en la actualidad.
Así Plutarco da otra versión del incidente de Persépolis, versión que difiere de la sostenida por el cuerpo de oficiales del rey.
La noche en que ocurrió el incendio comenzó con un banquete donde Alejandro y sus Compañeros asistían junto con mujeres, músicos y donde el vino fluía libremente.
En medio de las mujeres estaba una cortesana llamada Tais, oriunda de la ciudad de Atenas, quien seguía al ejército desde los inicios de su incursión en Asia Menor. En el medio del banquete la cortesana comenzó una arenga a favor de vengar el ultraje cometido por los persas en su invasión de Grecia durante las guerras médicas. Alentaba a prender fuego las pertenencias persas. Tais tomó la iniciativa de incendiar el Salón de Jerjes para vengar, en particular, el incendio de Atenas por parte de aquel rey persa.
Los concurrentes del banquete aplaudieron la iniciativa y Alejandro, de pie, tomó una antorcha y en procesión fue hasta el Salón de las Cien Columnas seguidos por los concurrencia; luego prendió a fuego el salón. Las llamas enseguida alcanzaron el techo de madera de cedro, haciendo incontrolable el incendio. A pesar de que la ciudad de Persépolis poseía un sistema de provisión y drenaje de agua, no era útil para poder controlar el incendio, provocando la perdición de la ciudad en breve tiempo. De esta forma, Alejandro provocó más daño del que inicialmente pretendía hacer.
Según esta versión, el incendio se debe a un impulso emocional producto de una situación de embriaguez sumada a una pulsión de venganza por parte de una cortesana.
La razón de que en los escritos de Ptolomeo no exista mención alguna a la historia del banquete y de la cortesana Tais se debe exclusivamente a que en momentos de que el futuro faraón ptolemaico pusiera por escrito sus memorias, la cortasana ateniense era amante suya y seguramente más de un hijo proveyó a Ptolomeo. Evidentemente trató de que su amante no se mezclase con la memoria de un acto de barbarie como fue el incendio de Persépolis. De ahí su tergiversación como un acto premeditadamente planeado por Alejandro en venganza por las atrocidades persas en Grecia.
Finalmente, pasada la embriaguez de la noche, Alejandro se arrepintió de lo sucedido; y todo indica que un acto de tal magnitud se contradice con los sucesos de su vida.